# Кула (дем Долна Джумая)
Вижте пояснителната страница за други значения на Кула.
Кула (на гръцки: Παλαιόκαστρο, Палеокастро, катаревуса: Παλαιόκαστρον, Палеокастрон, до 1927 година Κούλα, Кула) е село в Гърция, Егейска Македония, в дем Долна Джумая (Ираклия). Според преброяването от 2001 година селото има 723 жители. Селото е наричано Сярска Кула, за да се отличава от близкото село Кулата (наричано и Петричка Кула), което днес е в границите на България.

## География
Селото е разположено в Сярското поле в западното подножие на планината Шарлия на 11 километра северозападно от град Сяр (Серес) и на 9 километра североизточно от Просеник (Скотуса). Край селото е разположен Кулският манастир „Въздвижение на Светия Кръст“.

## История

### В Османската империя
През XIX век и началото на XX век, Кула е чифлик, числящо се към Сярската каза на Османската империя. В „Етнография на вилаетите Адрианопол, Монастир и Салоника“, издадена в Константинопол в 1878 година и отразяваща статистиката на населението от 1873, Кулата (Koulata) е посочено като село с 52 домакинства, като жителите му са 157 българи.
В 1891 година Георги Стрезов определя селото като част от Овакол и пише:
| „ | Кула, правителствен чифлик (махлюл), разположен при полите на същия клон от Бродската планина, към СИ от града, 3 часа разстояние. Нивята са по полето и съвсем малко над селото. Църква, в която се чете гръцки. 80 къщи с 360 души чисти българе. | “ |

Между 1896 и 1900 година селото преминава под върховенството на Българската екзархия. Според статистиката на Васил Кънчов („Македония. Етнография и статистика“) от 1900 година Кула брои 510 жители българи.
След Илинденското въстание в началото на 1904 година цялото село минава под върховенството на Българската екзархия. По данни на секретаря на Екзархията Димитър Мишев („La Macédoine et sa Population Chrétienne“) през 1905 година в селото живеят 520 българи-екзархисти. В селото има 1 начално българско училище с 1 учител и 28 ученици. След Младотурската революция в 1908 годна собственикът на чифлика продава земята на населението. В 1910 година според училищния инспектор към Българската екзархия в Сяр Константин Георгиев в Кула учител е Георги Трайчев, а учениците са 30 (19 момчета и 11 момичета), които са разделени в забавачница и четири отделения.
При избухването на Балканската война през 1912 година шестнадесет души от селото са доброволци в Македоно-одринското опълчение.

### В Гърция
След Междусъюзническата война в 1913 година селото попада в пределите на Гърция и 40 от 90-те къщи на чисто българското село се изселват в България. През 1927 година селото е прекръстено на Палеокастрон. Най-много бежанци от Кула живеят в Петрич и Пернишко. На мястото на изселилите се българи са настанени гърци бежанци. Според преброяването от 1928 година, Кула е смесено местно-бежанско село с 46 бежански семейства и 185 души бежанци.
В 1944 година след изтеглянето на българските войски ощ десетина български семейства напускат Кула.
| Име           | Име              | Ново име    | Ново име    | Описание |
| ------------- | ---------------- | ----------- | ----------- | --- |
| Буска         | Μπούσκα          | Гипедон     | Γηπέδον     | местност на Ю от Кула |
| Кернота       | Κέρνοτα          | Амбелия     | Αμπέλια     | местност на ЮЗ от Кула |
| Калдъръм      | Καλντερίμι       | Петротон    | Πετρωτόν    | местност в Шарлия СИ от Кула и ЮИ от Савяк |
| Джумая махала | Τζουμαγιά Μαχαλά | Параскеви   | Παρασκευή   | местност в Шарлия на СИ от Кула |
| Площена       | Πλόσταινα        | Адрахти     | Άδράχτη     | възвишение в Шарлия с терасовидно било И от Савяк и С от Кула (423,6); през Първата световна война тук има удобна българска артилерийска позиция; жителско име от първоначалното *Площене от местното име *Площ, „площ“, „равнище“, краесловното а е член, сравними са местното име Площене край Яново, Площен, Ксантийско, Площан в Албания и при Радомир |
| Чешмели       | Ερείπια Τσεσμελή | Ерипия      | Ερείπια     | бивше село в Шарлия на СИ от Кула |
| Чешмели       | Τσεσμελή         | Врисес      | Βρύσες      | връх в Шарлия на СИ от Кула (893,3 m) |
| Буюк дере     | Μπουγιουκ        | Мегало Рема | Μεγάλο Ρέμα | река на И от Кула |

## Личности
Родени в Кула
- Ангел Дончев (1881 – ?), български революционер, деец на ВМОРО, македоно-одрински опълченец
- Андон Христов (1877 – ?), македоно-одрински опълченец, 1 рота на 11 сярска дружина[19]
- Аргир Хаджиев, македоно-одрински опълченец, четата на Георги Занков, нестроева рота на 11 сярска дружина, музикантска команда на 2 скопска дружина, бронзов медал с корона[20]
- Атанас Стоев (1885 – ?), македоно-одрински опълченец, работник, четата на Георги Занков, 1 рота на 11 сярска дружина[21]
- Васил Георгиев (1886 – ?), македоно-одрински опълченец, четата на Георги Занков, 1 рота на 11 сярска дружина[22]
- Велик (Велико) Златков (1881 – ?), македоно-одрински опълченец, кюмюрджия, четата на Георги Занков, 3 рота на 11 сярска дружина[23]
- Велко Георгиев (1887 – ?), македоно-одрински опълченец, ІІІ отделение, 3 рота на 7 кумановска дружина[24]
- Георги Василев (1887 – ?), македоно-одрински опълченец, четата на Георги Занков, 1 рота на 11 сярска дружина[25]
- Георги Григоров (Глигоров) (1882 – ?), македоно-одрински опълченец, четата на Георги Занков, 1 рота на 11 сярска дружина, орден „За военна заслуга“ VІ степен[26]
- Димитър Гостелинов, македоно-одрински опълченец, четата на Георги Занков[27]
- Димитър Костадинов (1887 – 20 февруари 1922 г., Петрич), македоно-одрински опълченец, 1 рота на 11 сярска дружина[28]
- Димитър Янев, македоно-одрински опълченец, четата на Георги Занков, 1 рота на 11 сярска дружина[29]
- Дино Гушев, български революционер, деец на ВМОРО, умрял след 1918 г.[30]
- Митруш Дончев (Дончов, 1871 – ?), македоно-одрински опълченец, четата на Георги Занков, 1 рота на 11 сярска дружина[31]
- Ичо Кулели, деец на Сярската българска община[32]
- Никола Анд. Кулски, македоно-одрински опълченец, 4 рота на 15 щипска дружина[33]
- Никола Антонов, македоно-одрински опълченец, 25-годишен, учител, педагогическо образование, четата на Таско Спасов, възможно е и да е от Кулата или да е идентичен с Никола Анд. Кулски[34]
- Иван Костадинов (1872 – ?), македоно-одрински опълченец, 4 рота на 10 прилепска дружина, 1 рота на 11 сярска дружина[35]
- Тома Толев (Талев, 1872 – ?), македоно-одрински опълченец, четата на Георги Занков, 1 рота на 11 сярска дружина, орден „За храброст“ ІV степен[22]

Починали в Кула
- Тошо, български учител и революционер от ВМОРО, серски войвода загинал през март 1907 година в Кула[36]